# 離散小波變換
在数值分析和泛函分析领域中，离散小波变换（Discrete Wavelet Transform，DWT）是小波被离散采样的小波变换。与其他小波变换一样，它与傅里叶变换相比的一个关键优势是时间分辨率：它既能捕获频率信息，又能捕获位置（时间上的位置）信息。
第一個離散小波變換由匈牙利數學家哈尔發明，離散小波轉換顧名思義就是離散的輸入以及離散的輸出，但是這裡並沒有一個簡單而明確的公式來表示輸入及輸出的關係，只能以階層式架構來表示。

## 定義
- 首先我們定義一些需要用到的信號及濾波器。
- x[n]：離散的輸入信號，長度為N。
- {\displaystyle g[n]}：低通濾波器（low pass filter），可以將輸入信號的高頻部份濾掉而輸出低頻部份。
- {\displaystyle h[n]}：高通濾波器（high pass filter），與低通濾波器相反，濾掉低頻部份而輸出高頻部份。
- {\displaystyle \downarrow } Q：降采样濾波器（downsampling filter），如果以x[n]作為输入，則輸出y[n]=x[Qn]。此處舉例Q=2。

舉例說明:
清楚規定以上符號之後，便可以利用階層架構來介紹如何將一個離散信號作離散小波轉換：

架構中的第1層(1st stage)
{\displaystyle x_{1,L}[n]=\sum _{k=0}^{K-1}x[2n-k]g[k]}
{\displaystyle x_{1,H}[n]=\sum _{k=0}^{K-1}x[2n-k]h[k]}
架構中的第2層(2nd stage)
{\displaystyle x_{2,L}[n]=\sum _{k=0}^{K-1}x_{1,L}[2n-k]g[k]}

{\displaystyle x_{2,H}[n]=\sum _{k=0}^{K-1}x_{1,L}[2n-k]h[k]}

可繼續延伸

{\displaystyle \vdots }

{\displaystyle \vdots }

架構中的第{\displaystyle \alpha }層({\displaystyle \alpha -th} stage)
{\displaystyle x_{\alpha ,L}[n]=\sum _{k=0}^{K-1}x_{\alpha -1,L}[2n-k]g[k]}

{\displaystyle x_{\alpha ,H}[n]=\sum _{k=0}^{K-1}x_{\alpha -1,L}[2n-k]h[k]}
| 注意：若輸入信號{\displaystyle x[n]}的長度是N，則第{\displaystyle \alpha }層中的{\displaystyle x_{\alpha ,L}[n]}及{\displaystyle x_{\alpha ,H}[n]}的長度為{\displaystyle {\frac {N}{2^{\alpha }}}} |

## 二維離散小波轉換
此時的輸入信號變成{\displaystyle x[m,n]}，而轉換過程變得更複雜，說明如下：
首先對n方向作高通、低通以及降頻的處理

{\displaystyle v_{1,L}[m,n]=\sum _{k=0}^{K-1}x[m,2n-k]g[k]}
{\displaystyle v_{1,H}[m,n]=\sum _{k=0}^{K-1}x[m,2n-k]h[k]}
接著對{\displaystyle v_{1,L}[m,n]}與{\displaystyle v_{1,H}[m,n]}延著m方向作高低通及降頻動作
{\displaystyle x_{1,LL}[m,n]=\sum _{k=0}^{K-1}v_{1,L}[2m-k,n]g[k]}
{\displaystyle x_{1,HL}[m,n]=\sum _{k=0}^{K-1}v_{1,L}[2m-k,n]h[k]}
{\displaystyle x_{1,LH}[m,n]=\sum _{k=0}^{K-1}v_{1,H}[2m-k,n]g[k]}
{\displaystyle x_{1,HH}[m,n]=\sum _{k=0}^{K-1}v_{1,H}[2m-k,n]h[k]}
經過(1)(2)兩個步驟才算完成2-D DWT的一個stage。

## 實際範例
以下根據上述2-D DWT的步驟，對一張影像作二維離散小波轉換(2D Discrete Wavelet Transform)
原始影像
2D DWT的結果
{\displaystyle \Rightarrow }

## 複雜度(Complexity)
在討論複雜度之前，先做一些定義，當x[n]*y[n]時，x[n]之長度為N，y[n]之長度為L：
{\displaystyle \ \Rightarrow IDFT_{N+L-1}\left[DFT_{N+L-1}(x[n])DFT_{N+L-1}(y[n])\right]}
其中，
{\displaystyle \ IDFT_{N+L-1}}為(N+L-1)點離散傅立葉反轉換(inverse discrete Fourier transform)
{\displaystyle \ DFT_{N+L-1}}為(N+L-1)點離散傅立葉轉換(discrete Fourier transform)
(1)一維離散小波轉換之複雜度(沒有分段卷积(sectioned convolution))：
{\displaystyle {\frac {3}{2}}(N+L-1)\log _{2}{(N+L-1)}\approx {\frac {3}{2}}N\log _{2}N}
(2)當 N >>> L 時，使用 “分段卷积(sectioned convolution)”的技巧：
將x[n]切成很多段，每段長度為{\displaystyle \mathbb {N} _{1}}，總共會有{\displaystyle S={\frac {N}{N_{1}}}}段，其中{\displaystyle N>N_{1}>>L}。
則
{\displaystyle \ x[n]*g[n]=x_{1}[n]*g[n]+x_{2}[n]*g[n]+...+x_{s}[n]*g[n]}
{\displaystyle \ x[n]*h[n]=x_{1}[n]*h[n]+x_{2}[n]*h[n]+...+x_{s}[n]*h[n]}
複雜度為：
{\displaystyle {\begin{aligned}{\frac {3}{2}}S(N_{1}+L-1)\log _{2}{(N_{1}+L-1)}&\approx {\frac {3}{2}}SN_{1}\log _{2}(N_{1}+L-1)\\&\approx {\frac {3}{2}}N\log _{2}(N_{1}+L-1)\\&\approx {\frac {3}{2}}N\log _{2}N_{1}\\\end{aligned}}}
在這裡要注意的是，當N>>L時，一維離散小波轉換之複雜度是呈線性的(隨N)，{\displaystyle {\mathit {O(N)}}}。
(3)多層(Multiple stages )的情況下：
1.若{\displaystyle \ x_{a,H}[n]}不再分解時：
{\displaystyle {\begin{aligned}Complexity&\approx \left(N+{\frac {N}{2}}+{\frac {N}{4}}+{\frac {N}{8}}+...+2\right){\frac {3}{2}}\log _{2}N_{1}\\&=(2N-2){\frac {3}{2}}\log _{2}N_{1}\\&\approx 3N\log _{2}N_{1}\\\end{aligned}}}
2.若{\displaystyle \ x_{a,H}[n]}也細分時：
{\displaystyle {\begin{aligned}Complexity&\approx \left(N+2{\frac {N}{2}}+4{\frac {N}{4}}+8{\frac {N}{8}}+...+{\frac {N}{2}}2\right){\frac {3}{2}}\log _{2}N_{1}\\&=(N\log _{2}N){\frac {3}{2}}\log _{2}N_{1}\\\end{aligned}}}
(4)二維離散小波轉換之複雜度(沒有分段卷积(sectioned convolution))：
{\displaystyle \ \Rightarrow M{\frac {3}{2}}(N+L-1)\log _{2}{(N+L-1)}+(N+L-1){\frac {3}{2}}(M+L-1)\log _{2}{(M+L-1)}}
上式中，第一部分需要M個一維離散小波轉換並且每個一維離散小波轉換的輸入有N個點；第二部分需要N+L-1個一維離散小波轉換並且每個一維離散小波轉換的輸入有M個點。
{\displaystyle {\begin{aligned}Complexity&\approx {\frac {3}{2}}MN\log _{2}N+{\frac {3}{2}}MN\log _{2}M\\&={\frac {3}{2}}MN(\log _{2}N+\log _{2}M)\\&={\frac {3}{2}}MN\log _{2}MN\\\end{aligned}}}
(5)二維離散小波轉換之複雜度，使用 “分段卷积(sectioned convolution)”的技巧：
假設原始尺寸為{\displaystyle M\times N}，則每一小部分的尺寸為{\displaystyle M_{1}\times N_{1}}
{\displaystyle {\begin{aligned}Complexity&\approx {\frac {MN}{M_{1}N_{1}}}{\frac {3}{2}}M_{1}N_{1}\log _{2}M_{1}N_{1}\\&={\frac {3}{2}}MN\log _{2}M_{1}N_{1}\\\end{aligned}}}
所以若是使用分段摺積，則二維離散小波轉換之複雜度是呈線性的(隨MN)，{\displaystyle {\mathit {O(MN)}}}。
(6)多層(Multiple stages )與二維的情況下：
首先x[m,n]的尺寸為{\displaystyle M\times N}，
1.若{\displaystyle \ x_{a,H_{1}}[n],x_{a,H_{2}}[n],x_{a,H_{3}}[n]}不細分，只細分{\displaystyle \ x_{a,L}[n]}時，總複雜度為：
{\displaystyle {\begin{aligned}totalcomplexity&=\left(MN+{\frac {MN}{4}}+{\frac {MN}{16}}+...\right){\frac {3}{2}}\log _{2}M_{1}N_{1}\\&\approx {\frac {4}{3}}MN{\frac {3}{2}}\log _{2}M_{1}N_{1}\\&=2MN\log _{2}M_{1}N_{1}\\\end{aligned}}}
2.若{\displaystyle \ x_{a,H_{1}}[n],x_{a,H_{2}}[n],x_{a,H_{3}}[n]}也細分時，總複雜度為：
{\displaystyle {\begin{aligned}totalcomplexity&=\left(MN+4{\frac {M}{2}}{\frac {N}{2}}+16{\frac {M}{4}}{\frac {N}{4}}+...\right){\frac {3}{2}}\log _{2}M_{1}N_{1}\\&=\left[MN\log _{2}(min(M,N))\right]{\frac {3}{2}}\log _{2}M_{1}N_{1}\\\end{aligned}}}

## 重建(Reconstruction)
使用離散小波轉換，將訊號個別通過一個低通濾波器和一個高通濾波器，得到訊號的高低頻成分，而在重建(Reconstruction)原始訊號的過程，也就是離散小波的逆轉換(Inverse Discrete Wavelet Transform. IDWT)，直觀而言，我們僅是需要將離散小波轉換做重建濾波即可得到原始輸入信號，以下將推導重建濾波器，也就是IDWT高低通濾波器的構成要件，以及如何來重建原始信號。

### 重建過程如下：
使用Z轉換：
```

  

    

      

        
X

        
(

        
z

        
)

        
=

        
∑

        
x

        
(

        
n

        
)

        

          
z

          

            
−

            
n

          

        

      

    

    
{\displaystyle X(z)=\sum x(n)z^{-n}}

  

```

- DWT低通濾波器 {\displaystyle g(n)} 的Z轉換為 {\displaystyle G(z)} ，DWT高通濾波器{\displaystyle h(n)}的Z轉換為{\displaystyle H(z)}

- 信號{\displaystyle x(n)}通過濾波器 {\displaystyle g(n)} 後，Z轉換為 {\displaystyle X(z)}{\displaystyle G(z)} ，信號{\displaystyle x(n)}通過濾波器 {\displaystyle h(n)} 後，Z轉換為 {\displaystyle X(z)}{\displaystyle H(z)}

- 降低採樣數(downsample)2倍後，

```

  

    

      

        

          
X

          

            
1

            
,

            
L

          

        

        
(

        
z

        
)

        
=

        

          

            
1

            
2

          

        

        
[

        
X

        
(

        

          
z

          

            

              
1

              
2

            

          

        

        
)

        
G

        
(

        

          
z

          

            

              
1

              
2

            

          

        

        
)

        
+

        
X

        
(

        
−

        

          
z

          

            

              
1

              
2

            

          

        

        
)

        
G

        
(

        
−

        

          
z

          

            

              
1

              
2

            

          

        

        
)

        
]

      

    

    
{\displaystyle X_{1,L}(z)={\frac {1}{2}}[X(z^{\frac {1}{2}})G(z^{\frac {1}{2}})+X(-z^{\frac {1}{2}})G(-z^{\frac {1}{2}})]}

  

```

```

  

    

      

        

          
X

          

            
1

            
,

            
H

          

        

        
(

        
z

        
)

        
=

        

          

            
1

            
2

          

        

        
[

        
X

        
(

        

          
z

          

            

              
1

              
2

            

          

        

        
)

        
H

        
(

        

          
z

          

            

              
1

              
2

            

          

        

        
)

        
+

        
X

        
(

        
−

        

          
z

          

            

              
1

              
2

            

          

        

        
)

        
H

        
(

        
−

        

          
z

          

            

              
1

              
2

            

          

        

        
)

        
]

      

    

    
{\displaystyle X_{1,H}(z)={\frac {1}{2}}[X(z^{\frac {1}{2}})H(z^{\frac {1}{2}})+X(-z^{\frac {1}{2}})H(-z^{\frac {1}{2}})]}

  

```

- 升頻(interpolation)2倍後，再通過IDWT的低通重建濾波器 {\displaystyle g_{1}(n)} ，

```

  

    

      

        

          
X

          

            
0

          

        

        
(

        
z

        
)

        
=

        

          

            

              
1

              
2

            

          

        

        
[

        
X

        
(

        
z

        
)

        
G

        
(

        
z

        
)

        
+

        
X

        
(

        
−

        
z

        
)

        
G

        
(

        
−

        
z

        
)

        
]

        

          
G

          

            
1

          

        

        
(

        
z

        
)

        
+

        

          

            

              
1

              
2

            

          

        

        
[

        
X

        
(

        
z

        
)

        
H

        
(

        
z

        
)

        
+

        
X

        
(

        
−

        
z

        
)

        
H

        
(

        
−

        
z

        
)

        
]

        

          
H

          

            
1

          

        

        
(

        
z

        
)

      

    

    
{\displaystyle X_{0}(z)={\tfrac {1}{2}}[X(z)G(z)+X(-z)G(-z)]G_{1}(z)+{\tfrac {1}{2}}[X(z)H(z)+X(-z)H(-z)]H_{1}(z)}

  

```

```

  

    

      

        
=

        

          

            

              
1

              
2

            

          

        

        
[

        
G

        
(

        
z

        
)

        

          
G

          

            
1

          

        

        
(

        
z

        
)

        
+

        
H

        
(

        
z

        
)

        

          
H

          

            
1

          

        

        
(

        
z

        
)

        
]

        
X

        
(

        
z

        
)

        
+

        

          

            

              
1

              
2

            

          

        

        
[

        
G

        
(

        
−

        
z

        
)

        

          
G

          

            
1

          

        

        
(

        
z

        
)

        
+

        
H

        
(

        
−

        
z

        
)

        

          
H

          

            
1

          

        

        
(

        
z

        
)

        
]

        
X

        
(

        
−

        
z

        
)

      

    

    
{\displaystyle ={\tfrac {1}{2}}[G(z)G_{1}(z)+H(z)H_{1}(z)]X(z)+{\tfrac {1}{2}}[G(-z)G_{1}(z)+H(-z)H_{1}(z)]X(-z)}

  

```

若要完整重建，則{\displaystyle X_{0}(z)=X(z)}
```
條件1：

  

    

      

        
G

        
(

        
z

        
)

        

          
G

          

            
1

          

        

        
(

        
z

        
)

        
+

        
H

        
(

        
z

        
)

        

          
H

          

            
1

          

        

        
(

        
z

        
)

        
=

        
2

      

    

    
{\displaystyle G(z)G_{1}(z)+H(z)H_{1}(z)=2}

  

```

```
條件2：

  

    

      

        
G

        
(

        
−

        
z

        
)

        

          
G

          

            
1

          

        

        
(

        
z

        
)

        
+

        
H

        
(

        
−

        
z

        
)

        

          
H

          

            
1

          

        

        
(

        
z

        
)

        
=

        
0

      

    

    
{\displaystyle G(-z)G_{1}(z)+H(-z)H_{1}(z)=0}

  

```

因此，在設計高低通重建濾波器時，需要考慮上述條件，寫成矩陣形式如下：
```

  

    

      

        

          

            

              
(

            

            

              

                

                  
G

                  

                    
1

                  

                

                
(

                
z

                
)

              

              

                

                  
H

                  

                    
1

                  

                

                
(

                
z

                
)

              

            

            

              
)

            

          

        

        
=

        

          

            
2

            

              
d

              
e

              
t

              
(

              

                
H

                

                  
m

                

              

              
(

              
z

              
)

              
)

            

          

        

        

          

            

              
(

            

            

              

                
H

                
(

                
−

                
z

                
)

              

              

                
−

                
G

                
(

                
−

                
z

                
)

              

            

            

              
)

            

          

        

      

    

    
{\displaystyle {\binom {G_{1}(z)}{H_{1}(z)}}={\frac {2}{det(H_{m}(z))}}{\binom {H(-z)}{-G(-z)}}}

  

```

```
其中 

  

    

      

        
d

        
e

        
t

        
(

        

          
H

          

            
m

          

        

        
(

        
z

        
)

        
)

        
=

        
G

        
(

        
z

        
)

        
H

        
(

        
−

        
z

        
)

        
−

        
H

        
(

        
z

        
)

        
G

        
(

        
−

        
z

        
)

      

    

    
{\displaystyle det(H_{m}(z))=G(z)H(-z)-H(z)G(-z)}

  

```

## 離散小波轉換(DWT)設計

### 四大條件：
1.DWT通濾波器 {\displaystyle g(n)}，{\displaystyle h(n)}必須要是有限長度。
2.滿足{\displaystyle h(n)}是高通濾波器(high pass filter)，{\displaystyle g(n)}是低通濾波器(low pass filter)。
3.滿足完整重建要條件，{\displaystyle {\binom {G_{1}(z)}{H_{1}(z)}}={\frac {2}{det(H_{m}(z))}}{\binom {H(-z)}{-G(-z)}}}，其中 {\displaystyle det(H_{m}(z))=G(z)H(-z)-H(z)G(-z)}
4.若{\displaystyle g(n)}，{\displaystyle h(n)}為有限長度，則{\displaystyle det(H_{m}(z))=G(z)H(-z)-H(z)G(-z)=\alpha z^{k}} ，且 {\displaystyle k} 為奇數。

#### >第4點較難達成，是DWT設計的核心
*為什麼k是奇數？
假設k为偶数，
z=-1
{\displaystyle det(H_{m}(-1))=G(-1)H(1)-H(-1)G(1)=\alpha (-1)^{k}=1}
z=1
{\displaystyle det(H_{m}(1))=G(1)H(-1)-H(1)G(-1)=\alpha (1)^{k}=1}
{\displaystyle G(1)H(-1)-H(1)G(-1)=G(-1)H(1)-H(-1)G(1)}
{\displaystyle H(1)G(-1)=G(1)H(-1)}
代回
{\displaystyle det(H_{m}(-1))=G(-1)H(1)-H(-1)G(1)=0}
顯然出現矛盾。
所以k必須為奇数。

### 以下介紹兩種完美重建的DWT濾波器：
1.正交镜象滤波器（Quadrature Mirror Filter，QMF）
- {\displaystyle H(z)=G(-z)}

{\displaystyle \Longrightarrow } {\displaystyle h(n)=(-1)^{n}g(n)}
- {\displaystyle G_{1}(z)=G(z)z^{-k}}

{\displaystyle \Longrightarrow } {\displaystyle g_{1}(n)=g(n-k)}
- {\displaystyle H_{1}(z)=-G(-z)z^{-k}}

{\displaystyle \Longrightarrow } {\displaystyle h_{1}(n)=(-1)^{n-k+1}g(n-k)}
{\displaystyle det(H_{m}(z))=G(z)H(-z)-H(z)G(-z)=2z^{k}}，且 {\displaystyle k} 為奇數。
2.单位正交小波（Orthonormal Wavelet）
- {\displaystyle G(z)=G_{1}(z^{-1})}

{\displaystyle \Longrightarrow } {\displaystyle g(n)=g_{1}(-n)}
- {\displaystyle H(z)=-z^{k}G_{1}(-z)}

{\displaystyle \Longrightarrow } {\displaystyle h(n)=(-1)^{n}g_{1}(n+k)}
- {\displaystyle H_{1}(z)=-z^{k}G_{1}(-z^{-1})}

{\displaystyle \Longrightarrow } {\displaystyle h_{1}(n)=(-1)^{n}g_{1}(-n+k)}
{\displaystyle det(H_{m}(z))=G(z)H(-z)-H(z)G(-z)=2z^{k}}，且 {\displaystyle k} 為奇數。
多數小波屬於单位正交小波。

## 其他應用
壓縮、去除雜訊：使用低通濾波器，將小波轉換的高頻濾掉，即保留{\displaystyle x_{1,LL}[m,n]}而將其他部分捨棄。
- 邊緣偵測：使用高通濾波器，將小波的低頻濾掉，即保留{\displaystyle x_{1,HL}[m,n]}或{\displaystyle x_{1,LH}[m,n]}而捨棄其他部分。
- R语言小波分析wavelet （页面存档备份，存于）
- 作為 JPEG2000 的內部架構
- 模式辨認：由於可以利用低頻的部分得到原圖的縮略版，加上模式通常為整體的特性，藉由在縮略圖上進行工作，小波轉換可以有效減少尋找模式與比對模式的運算時間
- 濾波器設計：小波轉換保留部分時間資訊，可以據此資訊加上訊號的強度資訊，保留特定時點的資訊而同時去除雜訊

## 同時參閱
- 小波分析
- 連續小波轉換
- 哈爾小波轉換
- 信號處理